# Шавлія вербенова
Salvia verbenaca — вид рослин родини Глухокропивові (Lamiaceae).

## Морфологія
Висока (від 10 до 80 см) багаторічна трав'яниста рослина з волохатими стеблами і гілками. Нижнє листя (зеленувате) розташовані в прикореневій розетці, довгочерешкове, довгасто яйцеподібне, від 3 до 10 см у довжину. Рослина має від світло-фіолетових до фіолетових квіти в середині літа. Квітне з червня по вересень, насіння дозріває з липня по жовтень. Квітки двостатеві і запилюються бджолами. Деякі також самозапилюються.

## Поширення, біологія
Західна й Південна Європа, Північна Африка, Південно-Західна Азія, Макаронезія (Мадейра, Канарські острови). Вид натуралізований в південній Африці, Північній Америці та Австралії. Населяє сухі луки, скелясті береги, дюни.

## Галерея

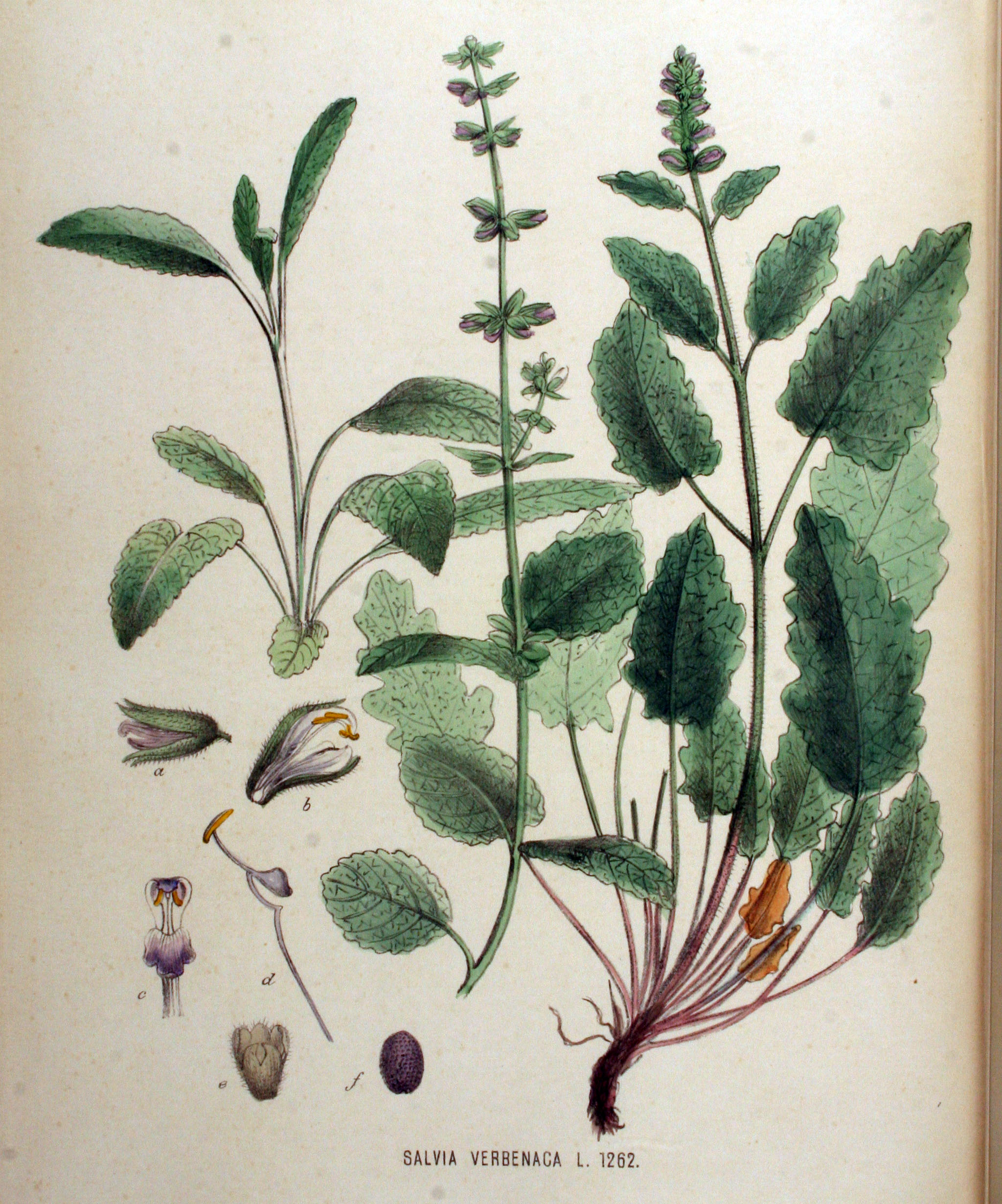
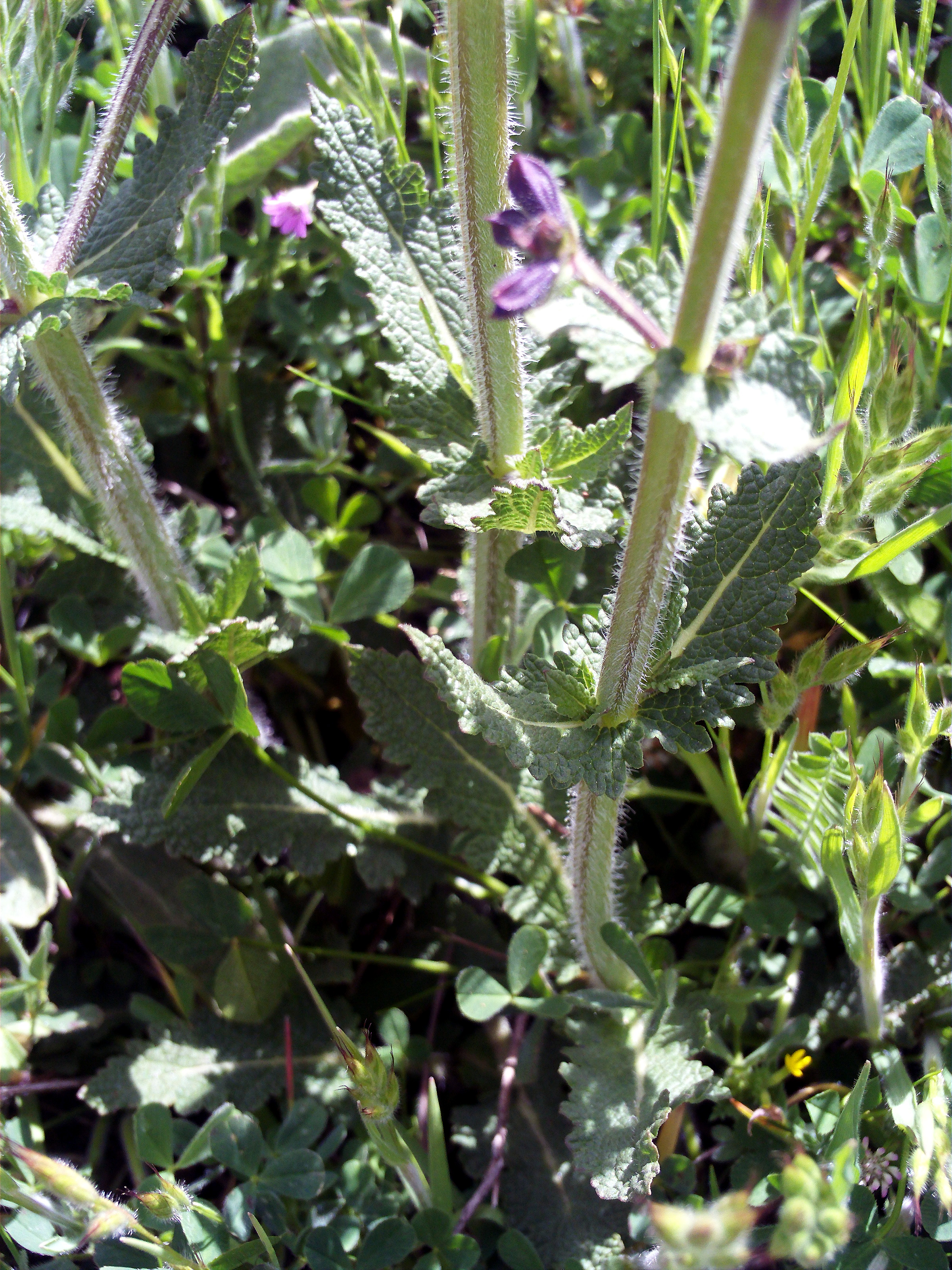
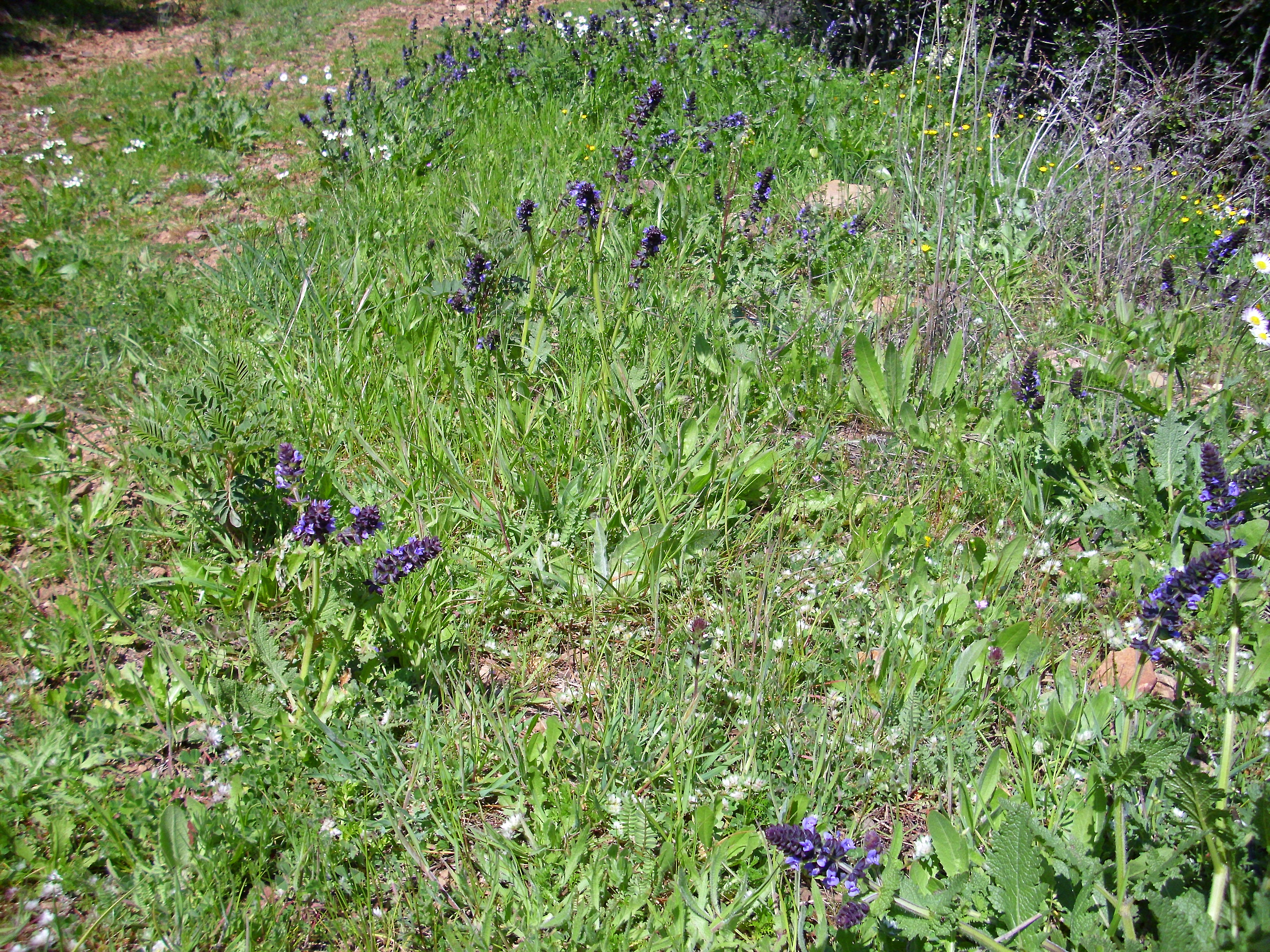

|  | Це незавершена стаття про глухокропивові. Ви можете допомогти проєкту, виправивши або дописавши її. |